# Kremitzaue
Kremitzaue è un comune di 786 abitanti del Brandeburgo, in Germania.

Appartiene al circondario dell'Elba-Elster (targa EE) ed è parte della comunità amministrativa (Amt) di Schlieben.

## Storia
Il comune di Kremitzaue venne creato il 31 dicembre 2001 dalla fusione dei comuni di Kolochau, Malitschkendorf e Polzen.

## Geografia antropica

### Suddivisioni amministrative
Il comune di Kremitzaue si compone di 3 centri abitati (Ortsteil):
- Kolochau
- Malitschkendorf
- Polzen